# Martí I de Ribagorça
Martí I de Ribagorça o Martí d'Aragó, de nom Martín de Gurrea y Aragón, (1525-1581). Comte de Ribagorça (1533-1565) i (1573-1581). IV duc de Vilafermosa (1573-1581). És fill d'Alfons VII de Ribagorça i d'Ana Sarmiento Ulloa.
En la seva figura es va tornar a unir el comtat de Ribagorça per part del seu pare, i el ducat de Vilafermosa que havia ocupat temporalment en Ferran de Sanseverí d'Aragó, cosí del seu pare. Va cedir el comtat de Ribagorça al seu fill Joan Alfons I el 1565 però aquest va morir prematurament huit anys després.
Es produïren contínuament revoltes al comtat perquè molts ribagorçans volien passar a domini reial; el 1554, els lletrats de la cort de Felip II de Castella declararen l'extinció del feu, però el tribunal del Justícia Major d'Aragó defensà els drets del comte. Arran de la revolta de Benavarri (1578), ajudada secretament per la cort reial, Martí renuncià a favor del seu segon fill Ferran II de Ribagorça. Després de la revolta que va acabar amb l'expulsió del comte, es va instaurar una administració amb dos síndics, Juan Gil de Macián i Joan d'Àger. Aquest darrer era una persona molt activa que va recórrer i impartir justícia al territori creant-se algunes enemistats. Van passar sis anys de reclamacions del comte Martí i el seu fill fins que la corts reunides a Montsó el 1585 varen reconèixer els seus drets i varen restituir el comtat a Ferran. En no acceptar aquesta decisió el síndic Joan d'Àger, el comte Ferran amb suport dels seus seguidors, varen encerclar Joan a Graus, el van capturar i ajusticiar a la plaça de la vila.

## Núpcies i Descendents
Es casà amb Lluïsa de Borja i Aragó, anomenada "la Santa Duquesa", filla del duc de Gandia Joan II de Borja i de Joana d'Aragó i Gurrea. Va tenir diversos fills:
- Joan Alfons I, comte de Ribagorça (1565-1573).
- Ferran II, últim comte de Ribagorça.
- Francesc I de Ribagorça, també anomenat Francesc d'Aragó i Borja, comte de Ribagorça a l'exili.